# 三国美千子
三国 美千子（みくに みちこ、1978年 - ）は、日本の小説家。大阪府生まれ。近畿大学大学院文芸学研究科修了。

## 来歴
近畿大大学院で日本文学を学び、作家を志す。2018年、「いかれころ」で新潮新人賞を受賞しデビュー。2019年、同作で第32回三島由紀夫賞を受賞する。2021年、『骨を撫でる』で第43回野間文芸新人賞候補。

## 著書
- 『いかれころ』（2019年6月、新潮社、ISBN 978-4-10-352661-2 / 2021年1月、新潮文庫）
  - 初出:『新潮』2018年11月号
- 『骨を撫でる』（2021年6月、新潮社、ISBN 978-4-10-352662-9）
  - 骨を撫でる（『新潮』2021年2月号）
  - 青いポポの果実（『新潮』2019年12月号）

## 単行本未収録作品
- 「お面」 - 『新潮』2020年12月号
- 「霊たち」 - 『新潮』2022年5月号
- 「ズッキーニ病」 - 『新潮』2025年4月号